# 南原清隆
南原 清隆（なんばら きよたか、1965年〈昭和40年〉2月13日 - ）は、日本のお笑いタレント、司会者。香川県高松市出身。マセキ芸能社所属。身長174cm。体重63kg。内村光良とともにお笑いコンビ「ウッチャンナンチャン」として活動しており、愛称は「ナンチャン」。ブラックビスケッツでは「アニキ」とも呼ばれていた。既婚。

## 略歴
高松市立下笠居小学校、高松市立下笠居中学校、高松第一高等学校、横浜放送映画専門学院（現・日本映画大学）の演劇科9期卒。1984年、同級生だった内村光良と漫才の授業をきっかけにコンビを結成し、卒業後の1985年にマセキ芸能社に所属。
バラエティ番組への出演のほか、スポーツキャスター、記者としても活躍。朝日新聞特別特派員を皮切りに記者活動もしており、2004年にはテレビ朝日アテネ五輪特別記者も担当、東京運動記者クラブにも入会している。
1993年に結婚。ジャドーズの「I Love You 〜 あなたは宝物 〜」は南原へのウェディングソングとして捧げられた。相方の内村は挙式の2日前、番組収録中に事故に遭い、欠席している。2005年3月22日に男児が誕生した。
2003年・2004年・2006年・2010年開催の『M-1グランプリ』では、決勝戦審査員を務めた。
2003年から落語、2006年からは狂言と古典芸能に挑戦し、活動の幅を広げている。
2011年3月から日本テレビ系列の番組『ヒルナンデス!』の総合司会を担当。南原にとっては自身初の帯番組となり、日テレ平日昼の顔となった。

## 人物
あまり滑舌が良くなく、仲間内から「カミカミ星人」と揶揄されることが多い。
出演した番組で様々な企画に挑戦。歌手ユニットのプロデューサーとし「McKee」、歌手ユニットの一員として、「ブラックビスケッツ（黑色餅乾 Heisebinggan）」（1997年1月 - 1999年）、「南々見組」（1999年 - 2000年）、「ブランニュービスケッツ」（2000年）、「メモリーキャッツ」（2001年）、「はっぱ隊」（2001年）の一員としてCDを発売
高校時代は落語研究会に所属していた（当時の芸名は「想呂家はなぢ」「朝起亭はなぢ」）こともあり、落語に造詣が深い。「なんばらくご」と称し独演会を行った経験も持つ。『ざこば・鶴瓶らくごのご』（朝日放送）の特別番組で「時うどん」を、大銀座落語祭では「芝浜」を披露した。また2006年には現代狂言を旗揚げするなど、活動の幅を広げている。
芸能界屈指のプロレスファンで、格闘技バラエティ『リングの魂』で司会を務め、『全日本プロレス中継』にも数度ゲスト出演した。また、クイズ番組『カルトQ』のプロレスの回に回答者として出演している。
「週刊プロレス」を学生時代から欠かさずに購読。ジャイアント馬場、アントニオ猪木、ジャンボ鶴田、天龍源一郎、闘魂三銃士、プロレス四天王の技を受けた唯一の芸人。
ザ・ロック対ハルク・ホーガンが注目を集めた『レッスルマニアX8』はカナダのスカイドームで現地観戦している。
2000年の日米野球の始球式で、リッキー・ヘンダーソンの左脚にボールを当ててしまい、翌日のスポーツ新聞に「南原ヒヤリ“死球式”」と見出しを付けられた。
郷土愛があり、『四国新聞』ではコラムを連載していた。
子供の頃、カニの集団が車に轢かれていく様を見て以来、カニが苦手。しかし頬骨の出張った顔がカニに似ていると言われ、大河ドラマ『義経』の伊勢三郎役でも「カニ」のあだ名が付いている。
B21スペシャルのヒロミとは生年月日がまったく同じであり、出川哲朗も誕生日が同じである。また、南原と父とヒロミの父は職業が大工という共通点もある。
時折モノマネを披露し、沖田浩之、おすぎ、片桐はいり、加山雄三、近藤真彦、Chage、トニータナカ、パク・ジニョン、広瀬香美、三ツ木清隆などをレパートリーに持つ。自身の番組で『101回目のプロポーズ』のパロディドラマを演じた際に浅野温子のモノマネを披露した。
タモリは時々、『秘密戦隊ゴレンジャー』のエンディングの「バンバラバンバンバン」に引っ掛けて「ナンバラバンバンバン」と茶化した呼び方をする（『笑っていいとも!』レギュラー出演時のコーナーに由来）。
桑田佳祐とは、ご近所付き合いしている関係から長男が誕生した時には、原由子が出産祝いで子供服を届けに来てくれた。

## 現在の出演作品
以下は南原単独出演のもの。コンビとしての出演作品は「ウッチャンナンチャン#出演」の項を参照。

### テレビ
レギュラー
- GET SPORTS（1998年4月 - 、テレビ朝日系列） - 司会
- ヒルナンデス!（2011年3月 - 、日本テレビ系列） - 冠番組[注釈 1]・総合司会
- ネタパレ (2017年4月14日 - 、フジテレビ系列)  - 司会
- 土曜RISE!「チャンハウス」（フジテレビ、2023年10月7日 - ） - 企画ごとに交代で出演

### ラジオ
レギュラー
- 南原清隆、いまナンしょん。（2025年4月7日-、RNCラジオ）

## 過去の出演作品

### バラエティ番組
- リングの魂（1994年4月 - 2000年3月、テレビ朝日系列）
- えびす温泉（1994年 - 1995年、テレビ朝日系列）
- 鶴瓶、南原の日本のよふけ（1999年4月 - 9月、フジテレビ系列）
- スポコン!（2000年4月 - 9月、テレビ朝日系列）
- 新・平成日本のよふけ（2001年10月 - 2003年3月、フジテレビ系列）
- M-1グランプリ（2003年、2004年、2006年、2010年、テレビ朝日系列） - 審査員
- これでいいのダ!日本列島あかるいニュース（2004年4月 - 8月、フジテレビ系列）
- 教えて!ウルトラ実験隊（2004年10月 - 2005年2月、テレビ東京系列）
- シャル・ウィ・ダンス? 〜オールスター社交ダンス選手権〜（2006年4月 - 2007年3月、日本テレビ系列）
- ナンだ!?（2002年10月 - 2007年9月、テレビ朝日系列）
- 地頭クイズ ソクラテスの人事（2009年4月2日 - 9月17日、NHK総合）
- お笑いDynamite!'09 端午の節句SP!（2009年5月3日、TBS系列）
- 「劒岳 点の記」公開記念特別番組 南原清隆の伝説の映画野郎SP（2009年6月13日、フジテレビ系列）- 特番
- カスペ!「ワケありアニマル大図鑑ヘンな生き物100連発」（2009年9月3日・2010年1月26日・2010年4月29日、フジテレビ系列） - 特番
- 超びっくり!お値段ヒストリー タイムスリップ ハウマッチ （2009年9月18日、テレビ東京系列） - 特番
- 〜MOTTAINAIは京に学べ〜京都びっくり幕末ツアー（2010年1月30日、日本テレビ系列） - 特番
- スパモク!!「有名人がこっそり通う開運パワースポットSP 神社仏閣ウォーカー」（2010年4月29日、TBS系列） - 特番
- 検索deゴー!とっておき世界遺産（2011年4月 - 2013年3月（月に1回程度）、NHK総合） - 特番
- 史上最大の家庭料理コンテスト「レシピの女王」いよいよ女王決定！（2011年10月23日、日本テレビ系列） - 特番
- ココロ動く!テレビ〜「テレビ」じゃできない夢の10日間「ニュース・ドキュメンタリー」（2012年10月5日、BSスカパー!） - 特番
- アノ大学の天才おバカさん研究所（2012年10月9日、TBS系列） - 特番
- 世界遺産ドリームツアー（2013年4月 - 2015年3月、NHK総合）- 不定期放送・司会
- 美食はいつもミステリー（2013年10月10日、TBS系列） - 特番
- 住んでる人が見たい!世界の超!絶景ハウス（2013年12月 - 2017年10月、テレビ東京系列） - 不定期放送・司会
- FNS27時間テレビフェスティバル!（2016年7月24日、フジテレビ系列） - 特番・MCリレー
- 超ハマる!爆笑キャラパレード（2016年4月23日 - 2017年3月25日、フジテレビ系列） - 司会
- 24時間テレビ （2018年8月25日・26日、日本テレビ系列）スペシャルサポーター
- ナン年後かをのぞき見バラエティー 今すぐ話さなきゃいけない未来（2019年2月10日・8月4日、日本テレビ系列）- 特番・議長
- 緊急中継!ナゼ今!?人が殺到!47都道府県"人気急上昇!"ランキング2020（2020年2月18日、テレビ東京系列）- 特番・MC
- WARAハウス（2020年11月8日、日本テレビ）
- 日テレ系人気番組 春秋のコラボSP!（2021年4月4日・10月3日、日本テレビ）
- ナンチャンのこれナンてどうです？（2023年2月18日、フジテレビ）
- 世界ストリートフードジャーナル（2023年9月23日・2024年1月9日・7月2日、TBS系列）- 特番・MC
- みんなの四国文化祭（2013年12月8日・2024年11月29日、NHK総合）
- 年に1度ドヤれる家!日本三大花火&レア動物&阪神パレードSP（2024年1月1日、テレビ東京系列）- 特番・MC
  - 年に1度 自慢デキる家（2024年11月4日）
- 一番知りたいことに答えます!ニュースこれさえランキング（2024年1月28日、日本テレビ）- 特番・MC
- 日テレ系春の新番組が大集結!スター生チャレGP（2024年4月10日、日本テレビ）- 特番・MC
- 日テレ系クイズフェスティバル2024秋（2024年10月2日、日本テレビ）- 特番・MC
- この話聞けば絶対に映像見たくなるGP（2024年12月29日、TBS）- 審査員長
- 芸能人おなたんの会〜同じ誕生日の芸能人で集まってみた〜（2025年2月9日、日本テレビ）- 特番・MC

### ドラマ
- 七衛門の首（1993年3月3日、フジテレビ系列）
- 渥美清のああ、青春日記（1997年9月24日、フジテレビ系列） 渥美清 役
- 私立探偵 濱マイク 第5話（2002年7月29日、日本テレビ系列） 星野 役
- 義経（2005年1月 - 12月、NHK総合「大河ドラマ」） 伊勢三郎 役
- 隠密秘帖（2011年1月1日、NHK総合「正月時代劇」）榊半兵衛 役
- 隠密八百八町（2011年1月 - 3月、NHK総合「土曜時代劇」）ナレーション
- ショカツの女 新宿西署 刑事課強行犯係（2007年 - 2017年、テレビ朝日系）萩尾康弘 役

### ラジオ
- 南原清隆のスポーツドリーム（2007年4月8日 - 2012年3月29日・2012年10月1日 - 2013年3月28日、ニッポン放送）
- 南原清隆のドリームスタジアム（2021年12月30日、2022年5月2日、2022年8月11日、2022年11月23日、NHKラジオ第1）
- 南原清隆、いまナンしょん。（2024年1月28日、RNCラジオ）

### 広告
- サッポロビール企業CM『おいしさも、安心も、すべて責任品質』（2008年1月 - 2009年）

### 映画
- ボクの女に手を出すな（1986年）
- 七人のおたく（1992年） - 『日本アカデミー賞』新人俳優賞
- 水の旅人 侍KIDS（1993年）
- 「私立探偵 濱マイク」シリーズ3部作
  - 我が人生最悪の時（1993年）
  - 遥かな時代の階段を（1994年）
  - 罠 THE TRAP（1996年）
- ナトゥ（1999年）
- ナトゥ 踊る!ニンジャ伝説（2000年）
- UDON（2006年）
- 西遊記（2007年）
- L change the WorLd（2008年）
- その日のまえに（2008年）- 主演
- 花筐/HANAGATAMI （2017年12月16日公開） - 俊彦の父 役
- 海辺の映画館―キネマの玉手箱（2020年7月31日公開） - 能を踊る男 役

### 吹き替え
- マーヴェリック（1997年12月5日、日本テレビ『金曜ロードショー』） 情けない男 役

### 舞台・ライブ・イベント
| 年     | 作品                                                           | 開催地 | 備考           |
| ------ | -------------------------------------------------------------- | --- | -------------- |
| 1996年 | PIN 第1章                                                      | - 東京都 |                |
| 1997年 | PIN 第2章、第3章                                               | - 東京都 |                |
| 1998年 | PIN 第4章                                                      | - 東京都 |                |
| 2003年 | 研究発表会 2003 夏「なんばらくご」                             | - 東京都 |                |
| 2004年 | ユーリンタウン                                                 | - 大阪府 - 東京都 - 福岡県 | 宮本亜門演出   |
| 2004年 | 大銀座落語祭「笑福亭鶴瓶の会」                                 | | ゲスト出演     |
| 2005年 | 大銀座落語祭「ナンちゃんの落語会」                             | |                |
| 2006年 | 現代狂言                                                       | - 大阪府 - 東京都 |                |
| 2006年 | 大銀座落語祭「ナンちゃんの落語会」                             | |                |
| 2007年 | 花だより三人会「木久蔵・きくおとナンチャンです」               | |                |
| 2007年 | 熱海五郎一座 狼少女伝説「TOH!」                                | - 東京都 | 三宅裕司演出   |
| 2007年 | 大銀座落語祭「ナンチャンの落語会〜芝浜〜」                     | |                |
| 2007年 | 現代狂言2                                                      | - 愛知県 - 大阪府 - 香川県 - 島根県 - 東京都 - 福岡県                                                                                     |                |
| 2008年 | 恵比寿ガーデンプレイスPRESENTS 『YEBISU亭』                    | |                |
| 2008年 | 大銀座落語祭 「芸能人らくご大会」                              | |                |
| 2008年 | 耳かきお蝶                                                     | - 東京都 | 岡本さとる演出 |
| 2008年 | 現代狂言3                                                      | - 石川県 - 滋賀県 - 東京都 |                |
| 2009年 | 現代狂言3                                                      | - 愛知県 - 岐阜県 - 熊本県 - 群馬県太田市 - 高知県 - 東京都 - 栃木県足利市 - 千葉県 - 福井県若狭市 - 福岡県 - 三重県松阪市 - 山梨県甲府市 |                |
| 2009年 | 南原清隆独演会                                                 | - 東京都千代田区 |                |
| 2009年 | Wedding Dancing Happening 〜踊れないヤツが犯人だ!〜            | - 東京都 |                |
| 2010年 | 現代狂言4                                                      | - 愛知県 - 岩手県 - 島根県 - 東京都 - 千葉県 - 福井県                                                                                     |                |
| 2010年 | 南原清隆トークライブ                                           | - 東京都 |                |
| 2011年 | 現代狂言5                                                      | - 福岡県 - 長崎県 - 福島県 - 香川県高松市 - 石川県輪島市・津幡町 - 東京都                                                                 |                |
| 2012年 | 現代狂言6                                                      | - 栃木県 - 静岡県 - 愛知県 - 福井県 - 東京都                                                                                              |                |
| 2013年 | 現代狂言7                                                      | - 新潟県 - 宮城県 - 山形県 - 埼玉県 - 東京都                                                                                              |                |
| 2014年 | 現代狂言8                                                      | - 埼玉県 - 宮崎県 - 岐阜県 - 東京都 |                |
| 2015年 | 現代狂言9                                                      | - 福岡県 - 東京都 |                |
| 2016年 | 現代狂言10                                                     | - 埼玉県 - 福岡県 - 岐阜県 - 愛媛県 - 香川県 - 東京都                                                                                     |                |
| 2017年 | 南原清隆キャラクターズライブ                                   | - 東京都 |                |
| 2019年 | ナンチャンお気楽ライブ〜質問にすべてお答えします〜             | - 東京都 |                |
| 2019年 | ナンチャンお気楽ライブ 第2弾 NanTube〜ボクを夢中にさせたもの〜 | - 東京都 |                |
| 2020年 | ナンチャンお気楽ライブ 第3弾 〜ギターを買ったもんだから〜      | - 東京都 |                |

## 音楽活動
番組の企画でCDをいくつか発売している。
- 加納さん「加納さんのいいんじゃないっスか」（1991年10月9日、ポニーキャニオン PCDA-00226） - 『ウッチャンナンチャンのやるならやらねば!』発
- ナン・マツ&プリップリッキッズ「プリップリッロック」（1994年2月21日） - 『ウンナン世界征服宣言』発 — 「ナン・マツ」は南原と松崎しげるによるユニット。松崎しげるのシングル「あの輝きを忘れない」（ソニー・ミュージックレコーズ SRDL-3803）に収録。
- UN'z「風を受け走る君には怖いものは何もない」（1994年6月1日、ファンハウス FHDF-1382） - 『ゲッパチ!UN アワーありがとやんした!?』発。内村と南原によるデュオ。
- ウリナリオールスターズ「HAPPY X'mas 〜War is over」（1999年2月17日、東芝EMI TODT-5280） - 『ウッチャンナンチャンのウリナリ!!』発
- ブラックビスケッツ（1997年1月 - 1999年10月、BMGジャパン） - 『ウッチャンナンチャンのウリナリ!!』発
- 南々見組 （1999年10月 - 2000年、Sony Records） - 『ウッチャンナンチャンのウリナリ!!』発
- はっぱ隊「YATTA!」（2001年4月18日、ポニーキャニオン PCCA-01536）『笑う犬の冒険』発
- ブランニュービスケッツ「partner"S"」（2000年1月1日、Sony Records SRCL-4977） - 『ウッチャンナンチャンのウリナリ!!』発
- メモリーキャッツ「TOMORROW」（2001年11月14日、Sony Records SRCL-5274） - 『ウッチャンナンチャンのウリナリ!!』発
- メロン組「Twin Twin ブラブラ」（1993年8月1日、VAP VPDB-20505） - 『ウンナン世界征服宣言』発
- McKee（1995年 - 1996年、BMGジャパン） - 『ウッチャンウリウリ!ナンチャンナリナリ!!』発

## 書籍
- 南原清隆のリングの魂（2000年、光文社、ISBN 978-4-334-97265-3）
- 今、ここに生きる人々（2002年、日刊スポーツ出版社、ISBN 978-4-8172-0215-4）
- Get sports テレビ朝日『ゲット・スポーツ』 野球を極める（2003年、アスキー・コミュニケーションズ、ISBN 978-4-7762-0048-2）- 栗山英樹と共に責任編集
- 本←NANDA!（NANDA!?制作委員会著、2004年、宝島社、ISBN 978-4-7966-4199-9） - 監修
- ナンチャンの何がでっきょんな（2005年、四国新聞社、ISBN 978-4-86024-013-4）
- 狂言でござる 僕の「日本人の笑い」再発見 ボケとツッコミには600年の歴史があった（2010年、祥伝社、ISBN 978-4-396-61357-0）

## 連載
- ナンチャンの何がでっきょんな（2002年4月 - 2005年3月、四国新聞・土曜ワイド版、隔週土曜日連載）